# Hatti, Gangawati
Hatti là một làng thuộc tehsil Gangawati, huyện Koppal, bang Karnataka, Ấn Độ.